# North American Soccer League
North American Soccer League (česky Severoamerická fotbalová liga; NASL) je druhá nejvyšší fotbalová liga v Severní Americe. Hraje ji osm týmů z USA, Kanady a Portorika.

## Historie
Liga odstartovala 9. dubna 2011, ovšem založena byla již na konci roku 2009. Dne 23. listopadu 2009 byl oznámen oficiální název ligy a počítalo se, že začne už v dubnu 2010. Jenže americká fotbalová federace odmítla projekt schválit. Liga se tak začala hrát až od dubna 2011. V současné době ji tvoří osm týmů, od roku 2013 se počítá s rozšířením o dva týmy.

## Týmy
Ligu původně založila pětice týmů, které se odtrhly od USL First Division. Jednalo o Carolinu RailHawks, Miami FC, Minnesotu Thunder, Montreal Impact a Vancouver Whitecaps. Dne 30. listopadu 2009 se k nim přidal také celek Rochester Rhinos. K NASL se přidali také FC Tampa Bay, Crystal Palace Baltimore a Atlanta Silverbacks. V roce 2010 ale skončili Vancouver Whitecaps, který byl přijat do Major League Soccer, a kvůli ekonomickým problémům také Minnesota Thunder. Na přelomu let 2010 a 2011 tak byla oznámena osmice celků, kteří nastoupí do prvního ročníku North American Soccer League. Liga zůstala nadále otevřená.

### Ročník 2011
- Atlanta Silverbacks
- Carolina RailHawks
- FC Edmonton
- FC Tampa Bay
- Fort Lauderdale Strikers
- Montreal Impact
- NSC Minnesota Stars
- Puerto Rico Islanders

### Ročník 2012
- odchází – Montreal Impact
- přistupuje – San Antonio Scorpions FC
- přejmenování
  - z NSC Minnesota Stars na Minnesota Stars FC
  - z FC Tampa Bay na Tampa Bay Rowdies

### Ročník 2013
- odchází – Puerto Rico Islanders
- přistupuje – New York Cosmos
- přejmenování
  - z Minnesota Stars FC na Minnesota United FC

### Ročník 2014
- přistupují – Indy Eleven a Ottawa Fury FC

### Ročník 2015
- přistupuje – Jacksonville Armada FC

### Ročník 2016
- odchází – Atlanta Silverbacks a San Antonio Scorpions
- přistupují – Miami FC, Puerto Rico FC a Rayo OKC

### Ročník 2017
- odchází – Fort Lauderdale Strikers, Minnesota United FC, Ottawa Fury FC, Rayo OKC, Tampa Bay Rowdies
- přistupuje – San Francisco Deltas
- přejmenování
  - z Carolina RailHawks na North Carolina FC

### Ročník 2018
- odchází – FC Edmonton, Indy Eleven, North Carolina FC, San Francisco Deltas

## Základní informace o jednotlivých týmech
Následující tabulka shrnuje základní informace o jednotlivých klubech, aktuálně hrajících v NASL.
| Současné týmy NASL     | Současné týmy NASL | Současné týmy NASL | Současné týmy NASL                   | Současné týmy NASL | Současné týmy NASL | Současné týmy NASL |
| Název týmu             | Město              | Stát               | Stadion (kapacita)                   | Rok založení       | Rok přistoupení    | Trenér             |
| ---------------------- | ------------------ | ------------------ | ------------------------------------ | ------------------ | ------------------ | ------------------ |
| Jacksonville Armada FC | Jacksonville       | Florida            | Hodges Stadium (9 400)               | 2013               | 2015               | Mark Lowry         |
| Miami FC               | Miami              | Florida            | Riccardo Silva Stadium (20 000)      | 2015               | 2016               | Paul Dalglish      |
| New York Cosmos        | Brooklyn           | New York           | MCU Park (7 000)                     | 2010               | 2013               |                    |
| Puerto Rico FC         | Bayamón            | Portoriko          | Juan Ramón Loubriel Stadium (22 000) | 2015               | 2016               | Marco Vélez        |

## Bývalé týmy NASL
Následující tabulka shrnuje základní informace o jednotlivých bývalých klubech, které hrály v NASL.
| Bývalé týmy NASL         | Bývalé týmy NASL | Bývalé týmy NASL | Bývalé týmy NASL                       | Bývalé týmy NASL | Bývalé týmy NASL | Bývalé týmy NASL  |
| Název týmu               | Město            | Stát             | Stadion (kapacita)                     | První sezona     | Poslední sezona  | Současné působení |
| ------------------------ | ---------------- | ---------------- | -------------------------------------- | ---------------- | ---------------- | ----------------- |
| Atlanta Silverbacks      | Atlanta          | Georgie          | Atlanta Silverbacks Park (5 000)       | 2010             | 2015             | NPSL              |
| FC Edmonton              | Edmonton         | Alberta, Kanada  | Clarke Stadium (5 000)                 | 2011             | 2017             | zánik             |
| Fort Lauderdale Strikers | Fort Lauderdale  | Florida          | Central Broward Regional Park (20 450) | 2010             | 2016             | zánik             |
| Indy Eleven              | Indianapolis     | Indiana          | Carroll Stadium (12 100)               | 2014             | 2017             | USL               |
| Minnesota United FC      | Blaine           | Minnesota        | National Sports Center (8 500)         | 2010             | 2016             | MLS               |
| Montreal Impact          | Montréal         | Québec, Kanada   | Saputo Stadium (13 034)                | 2011             | 2011             | MLS               |
| North Carolina FC        | Cary             | Severní Karolína | WakeMed Soccer Park (10 000)           | 2010             | 2017             | USL               |
| Ottawa Fury FC           | Ottawa           | Ontario, Kanada  | TD Place Stadium (24 000)              | 2014             | 2016             | USL               |
| Puerto Rico Islanders    | Bayamón          | Portoriko        | Juan Ramón Loubriel Stadium (22 000)   | 2011             | 2012             | zánik             |
| Rayo OKC                 | Yukon            | Oklahoma         | Miller Stadium (6 000)                 | 2016             | 2016             | zánik             |
| San Antonio Scorpions    | San Antonio      | Texas            | Toyota Field (8 296)                   | 2012             | 2015             | zánik             |
| San Francisco Deltas     | San Francisco    | Kalifornie       | Kezar Stadium (10,000)                 | 2017             | 2017             | zánik             |
| Tampa Bay Rowdies        | St. Petersburg   | Florida          | Al Lang Stadium (7 227)                | 2010             | 2016             | USL               |

### Zvažované týmy
Následující tabulka shrnuje základní informace o jednotlivých klubech, které měly rozšířit NASL, ale z jejich působení v lize sešlo.
| California United FC | Fullerton | Kalifornie | Titan Stadium (10 000)          |
| Oklahoma City FC     | Yukon     | Oklahoma   | Miller Stadium (6 000)          |
| San Diego 1904 FC    | San Diego | Kalifornie | Torero Stadium (6 000)          |
| Virginia Cavalry FC  | Ashburn   | Virginie   | Edelman Financial Field (4 000) |

## Bilance týmů
V North American Soccer League (NASL) nastoupilo od jejího založení v roce 2011 celkem 16 klubů, přičemž pouze 2 se objevily ve všech sezonách.
Následující tabulka shrnuje bilanci jednotlivých klubů během jejich působení v NASL. V tabulce nejsou zahrnuty výsledky z play-off. Tabulka je aktuální po skončení sezony 2016.
| Poř. | Tým                      | Z   | V  | R  | P  | VG  | OG  | B    |
| ---- | ------------------------ | --- | -- | -- | -- | --- | --- | ---- |
| 1.   | Minnesota United FC      | 171 | 68 | 50 | 53 | 245 | 211 | '254 |
| 2.   | North Carolina FC        | 171 | 70 | 40 | 61 | 253 | 245 | 250  |
| 3.   | Tampa Bay Rowdies        | 171 | 59 | 55 | 57 | 238 | 237 | 232  |
| 4.   | Fort Lauderdale Strikers | 171 | 58 | 48 | 65 | 221 | 245 | 222  |
| 5.   | FC Edmonton              | 171 | 55 | 51 | 64 | 187 | 198 | 216  |
| 6.   | New York Cosmos          | 103 | 55 | 29 | 19 | 167 | 98  | 194  |
| 7.   | San Antonio Scorpions FC | 111 | 45 | 25 | 41 | 164 | 142 | 160  |
| 8.   | Atlanta Silverbacks      | 139 | 34 | 37 | 68 | 157 | 236 | 139  |
| 9.   | Indy Eleven              | 89  | 29 | 28 | 32 | 122 | 127 | 115  |
| 10.  | Ottawa Fury FC           | 89  | 29 | 27 | 33 | 108 | 101 | 114  |
| 11.  | Puerto Rico Islanders    | 56  | 26 | 15 | 15 | 73  | 62  | 93   |
| 12.  | Jacksonville Armada FC   | 62  | 14 | 19 | 29 | 63  | 95  | 61   |
| 13.  | Rayo OKC                 | 32  | 12 | 11 | 9  | 39  | 33  | 47   |
| 14.  | Miami FC                 | 32  | 10 | 10 | 12 | 38  | 42  | 40   |
| 15.  | Montreal Impact          | 28  | 9  | 8  | 11 | 35  | 27  | 35   |
| 16.  | Puerto Rico FC           | 22  | 5  | 9  | 8  | 19  | 31  | 24   |
| 17.  | San Francisco Deltas     | 0   | 0  | 0  | 0  | 0   | 0   | 0    |

Poznámky:
- Z = Odehrané zápasy; V = Vítězství; R = Remízy; P = Prohry; VG = Vstřelené góly; OG = Obdržené góly; B = Body

## Přehled vítězů jednotlivých ročníků
Tato tabulka shrnuje vítěze jednotlivých ročníků.
Poražené týmy v semifinále play-off skončily na společném děleném 3. místě.
Sezona 2013 byla rozdělena na jarní a podzimní část a vítězové pak spolu sehráli zápas o celkového vítěze.
| Ročník        | Mistr                 | 2. místo                 | 3. místo                                      |
| ------------- | --------------------- | ------------------------ | --------------------------------------------- |
| 2011          | NSC Minnesota Stars   | Fort Lauderdale Strikers | Carolina RailHawks, Puerto Rico Islanders     |
| 2012          | Tampa Bay Rowdies     | Minnesota Stars FC       | San Antonio Scorpions FC, Carolina RailHawks  |
| 2013 (jaro)   | Atlanta Silverbacks   | Carolina RailHawks       | San Antonio Scorpions FC                      |
| 2013 (podzim) | New York Cosmos       | Carolina RailHawks       | Tampa Bay Rowdies                             |
| 2013          | New York Cosmos       | Atlanta Silverbacks      |                                               |
| 2014          | San Antonio Scorpions | Fort Lauderdale Strikers | Minnesota United FC, New York Cosmos          |
| 2015          | New York Cosmos       | Ottawa Fury FC           | Fort Lauderdale Strikers, Minnesota United FC |
| 2016          | New York Cosmos       | Indy Eleven              | FC Edmonton, Rayo OKC                         |
| 2017          | San Francisco Deltas  | New York Cosmos          | Miami FC, North Carolina FC                   |

## Nejlepší střelci soutěže
Následující tabulka přináší přehled historicky nejlepších střelců NASL (do konce sezony 2015). Tučně zvýraznění hráči v lize dosud hrají.
| 1.  | Pablo Campos          | 52 | Carolina RailHawks, San Antonio Scorpions, Minnesota United FC, Miami FC |
| 2.  | Christian Ramirez     | 32 | Minnesota United FC                                                      |
| 3.  | Brian Shriver         | 31 | Fort Lauderdale Strikers, Carolina RailHawks, Tampa Bay Rowdies          |
| 4.  | Mike Ambersley        | 25 | Tampa Bay Rowdies, Minnesota United FC, Indy Eleven                      |
| 5.  | Etienne Barbara       | 23 | Carolina RailHawks, Minnesota United FC, Tampa Bay Rowdies               |
| 5.  | Georgi Christov       | 23 | Tampa Bay Rowdies                                                        |
| 7.  | Simone Bracalello     | 22 | Minnesota United FC, Carolina RailHawks                                  |
| 8.  | Nick Zimmerman        | 20 | Carolina RailHawks                                                       |
| 8.  | Ty Shipalane          | 20 | Carolina RailHawks                                                       |
| 10. | Shaun Saiko           | 19 | FC Edmonton, San Antonio Sciorpions                                      |
| 10. | Pedro Ferreira-Mendes | 19 | Atlanta Silverbacks, Indy Eleven, Minnesota United FC, Puerto Rico FC    |